# Ольха сердцевидная
Ольха́ сердцеви́дная, или Ольха сердцели́стная (лат. Álnus cordáta) — вид цветковых растений рода Ольха (Alnus) семейства Берёзовые (Betulaceae).
Введена в культуру в Англии в 1840 году. Декоративна округлой кроной и глянцевитыми листьями, похожими на листья груши.

## Распространение и экология
В природе ареал вида охватывает Южную Италию (включая Сардинию), Корсику и Албанию. Культивируется повсеместно.
|                                                                                                   |
|                                                                                                   |
| Сверху: листья, мужские (длинные) и женские (короткие) серёжки. Снизу: женская серёжка в разрезе. |

Произрастает вблизи водоёмов.
Растение неприхотливо к почве, ветроустойчива и быстро вырастает, что делает её весьма ценным растением для озеленения.

## Ботаническое описание
Среднего размера дерево, вырастающее до 15—25 м в высоту (в редких случаях до 28 м), при диаметре ствола до 70—100 см, с яйцевидной кроной. Молодые побеги клейкие, позже красновато-коричневые, голые. Растение листопадное, однако облиствененно довольно долгий срок — с апреля и иногда до декабря (в Северном полушарии).
Листья очерёдные, почти округлые или широкояйцевидные, длиной 5—12 см, с глубоко сердцевидным основанием, мелко- или, иногда, городчато-зубчатые, на вершине коротко заострённые или закруглённые, тёмно-зелёные, сверху блестящие, снизу светлее, в молодости опушённые по жилкам и с бородками волосков, на черешках длиной 2—3 см.
Тычиночные серёжки в числе 3—6 собраны в конечные кисти, каждая серёжка длиной 2—3 см. Пестичные серёжки (шишки) по 1—3 на ножках, прямостоячие, яйцевидные, длиной 1,5—2,5 см.

## Таксономия
Вид Ольха сердцевидная входит в род Ольха (Alnus) подсемейства Берёзовые (Betuloideae) семейства Берёзовые (Betulaceae) порядка Букоцветные (Fagales).
|  |                                      |  |                                                             |                                                             |                     |  | ещё 7 семейств (согласно Системе APG II) | ещё 7 семейств (согласно Системе APG II)                   |                                                            |  |  |  | ещё 1—2 рода       | ещё 1—2 рода           |  |  |
|  |                                      |  |                                                             |                                                             |                     |  | ещё 7 семейств (согласно Системе APG II) | ещё 7 семейств (согласно Системе APG II)                   |                                                            |  |  |  | ещё 1—2 рода       | ещё 1—2 рода           |  |  |
|  |                                      |  |                                                             | порядок Букоцветные                                         |                     |  |                                          |                                                            | подсемейство Берёзовые                                     |  |  |  |                    | вид Ольха сердцевидная |  |  |
|  |                                      |  |                                                             | порядок Букоцветные                                         |                     |  |                                          |                                                            | подсемейство Берёзовые                                     |  |  |  |                    | вид Ольха сердцевидная |  |  |
|  | отдел Цветковые, или Покрытосеменные |  |                                                             |                                                             | семейство Берёзовые |  |                                          |                                                            | род Ольха                                                  |  |  |  |                    |                        |  |  |
|  | отдел Цветковые, или Покрытосеменные |  |                                                             |                                                             |                     |  |                                          |                                                            |                                                            |  |  |  |                    |                        |  |  |
|  |                                      |  | ещё 44 порядка цветковых растений (согласно Системе APG II) | ещё 44 порядка цветковых растений (согласно Системе APG II) |                     |  |                                          | ещё одно подсемейство, Лещиновые (согласно Системе APG II) | ещё одно подсемейство, Лещиновые (согласно Системе APG II) |  |  |  | ещё около 45 видов |                        |  |  |
|  |                                      |  |                                                             | ещё 44 порядка цветковых растений (согласно Системе APG II) |                     |  |                                          |                                                            | ещё одно подсемейство, Лещиновые (согласно Системе APG II) |  |  |  |                    |                        |  |  |